# Flyswatter
Flyswatter é um álbum demo da banda estadunidense Blink-182, lançada em 8 de novembro de 1993 pela gravadora Fags in the Wilderness Records.
A gravação foi feita ao vivo no quarto de Scott Raynor e não envolveu nenhuma mixagem ou outro procedimento técnico, ficando disponível por um tempo, mas tinha qualidade fraca e não era popular.

## Faixas[2]
1. "Reebok Commercial" – 2:54
  - Vocal líder de Tom DeLonge
2. "Time" – 2:50
  - Vocal líder de Tom DeLonge e Mark Hoppus
3. "Red Skies" – 3:30
  - Vocal líder de Tom DeLonge
4. "Alone" – 2:47
  - Vocal líder de Tom DeLonge
5. "Point of View" – 1:21
  - Vocal líder de Tom DeLonge
6. "Malboro Man" – 3:37
  - Vocal líder de Tom DeLonge
7. "The Longest Line" (cover de NOFX) – 2:10
  - Vocal líder de Mark Hoppus
8. "Freak Scene" (cover de Dinosaur Jr.) – 2:28
  - Vocal líder de Mark Hoppus

## Formação[4]
- Tom DeLonge – vocal e guitarra
- Mark Hoppus – vocal e baixo
- Scott Raynor – bateria